# McCook Field
O McCook Field era um campo de aviação e uma estação de experimentação de aviação em Dayton, Ohio, Estados Unidos. Foi operado pela "Aviation Section, U.S. Signal Corps" e seu sucessor, o "United States Army Air Service" de 1917 a 1927. Foi batizado em homenagem a Alexander McDowell McCook, um General da Guerra Civil Americana e seus irmãos e primos, que eram conhecidos coletivamente como "Fighting McCooks".

## História
Em 1917, prevendo uma enorme necessidade de aviões militares pelos Estados Unidos durante a Primeira Guerra Mundial, seis empresários de Dayton, incluindo Edward A. Deeds, formaram a Dayton-Wright Company em Dayton, Ohio. Além de construir uma fábrica em Moraine, Ohio, Deeds construiu um campo de aviação em uma propriedade que possuía em Moraine para uso da empresa. Deeds também estava interessado em construir um campo de aviação pública ao longo do Rio Great Miami, aproximadamente uma milha (1,6 km) ao norte do centro de Dayton, comprando a propriedade em março de 1917. Ele o chamou de Campo Norte para diferenciá-lo do Campo Sul em Moraine.
Os Estados Unidos entraram na guerra antes que ele pudesse desenvolver o North Field. Deeds vendeu sua participação na Dayton-Wright Company para se tornar membro do Conselho de Produção de Aeronaves, no qual serviu até 2 de agosto de 1917, então aceitou uma comissão como coronel no Signal Corps e tornou-se Chefe da Divisão de Equipamentos. Sua responsabilidade era supervisionar a construção de aeronaves e motores necessários para a Seção de Aviação. Sua frustração com a fragmentação da divisão e o lento progresso do esforço de aviação levaram à recomendação de construir uma estação experimental de engenharia temporária. Sua recomendação de arrendar South Field para esse fim foi aceita pelo Departamento de Guerra, mas foi contestada pela Dayton-Wright Company, que precisava do campo para a produção de novas aeronaves em tempo de guerra, em particular o DH-4. Em vez disso, o Exército alugou o North Field e abriu o McCook Field em 4 de dezembro de 1917.
O campo de vôo de McCook Field estava na planície de inundação do rio Great Miami, entre as confluências desse rio, o rio Stillwater e o rio Mad. (o atual parque Dayton, Kettering Field, em homenagem a Charles F. Kettering) e suas estruturas estavam localizadas no que era anteriormente o local do projeto habitacional Parkside Homes antes de sua demolição em 2008. Construído durante a Primeira Guerra Mundial, tornou-se o local da Divisão de Engenharia do Serviço de Aviação em 1919.
As unidades do Serviço Aéreo da Primeira Guerra Mundial atribuídas ao Campo McCook foram:
- 246º Esquadrão Aéreo, novembro de 1917

Re-designado como Esquadrão "A", julho-agosto de 1918
- 881º Esquadrão Aéreo (reparo), fevereiro de 1918

Re-designado como Esquadrão "B", julho-agosto de 1918
- Destacamento # 10, Serviço Aéreo, Produção de Aeronaves, agosto de 1918 a maio de 1919

Organizado como consolidação dos Esquadrões "A" e "B"
O campo era incomum porque, para otimizar as condições de teste de vôo, tinha uma pista lisa construída de macadame e cinzas, em vez de pistas de grama irregular, quase universais na época. No entanto, para usar os ventos predominantes, a pista cortou a dimensão estreita da área e terminou em um dique de inundação. Tinha 300 m de comprimento no início e nunca ultrapassou 610 m (2.000 pés). Uma enorme placa pintada na frente do hangar principal de McCook avisava com destaque os pilotos que chegavam: ESTE CAMPO É PEQUENO. USE TUDO. O crescimento urbano invadiu o espaço e aeronaves maiores em desenvolvimento sobrecarregaram a superfície de grama do campo. No final das contas, o campo se tornou muito pequeno para seu propósito.
O Exército pretendia desde o início, em algum momento, realocar as operações de McCook para uma residência permanente em Langley Field, Virgínia, mas os líderes cívicos de Dayton não queriam perder esse centro de inovação e indústria. John H. Patterson, presidente da National Cash Register Corporation (NCR), prometeu manter a aviação do Exército em Dayton e iniciou uma campanha local para arrecadar dinheiro para comprar um pedaço de terra grande o suficiente para um novo campo de aviação. O terreno seria então doado ao Exército dos EUA com o entendimento de que se tornaria o lar permanente da Divisão de Engenharia.
Patterson morreu em 1922, e seu filho (e sucessor na NCR), Frederick B. Patterson organizou o Dayton Air Service Committee, uma coalizão de proeminentes daytonianos e empresários dedicados a levantar o dinheiro necessário para comprar terras para o Air Service. Sua campanha intensiva rendeu $ 425.000, o suficiente para comprar 4.520 acres (18,29 km²) de terras a leste de Dayton, incluindo Wilbur Wright Field adjacente a Fairfield (agora Fairborn), Ohio, já alugado pelo Air Service. A área abrangia o campo de vôo dos irmãos Wright em Huffman Prairie. A oferta do Comitê de Serviço Aéreo de Dayton excedeu em muito todas as outras e, em agosto de 1924, o presidente Calvin Coolidge aceitou o presente de Dayton. Essa instalação mais tarde se tornaria a Base da Força Aérea de Wright-Patterson.
Em março de 1923, a revista Time relatou que Thomas Edison enviou ao Dr. George de Bothezaat os parabéns pelo sucesso de um voo de teste de helicóptero. Edison escreveu: "Até onde eu sei, você produziu o primeiro helicóptero de sucesso". O helicóptero foi testado no campo de McCook e permaneceu no ar por 2 minutos e 45 segundos a uma altura de 15 pés.
McCook Field fechou simultaneamente com a abertura do novo Wright Field. A partir de março de 1927, 4.500 toneladas de seu material e ativos foram realocados por caminhão para a nova base, com 85% movimentados em 1.859 caminhões até 1 de junho. Em 1 de abril de 1927, a demolição de McCook começou com o antigo quartel alistado, e por no início de 1928, toda a infraestrutura da McCook foi completamente nivelada e limpa. O campo foi fechado para pousos de aeronaves do governo dos EUA em 30 de junho por ordem do Air Corps, mas até então todas as aeronaves haviam mudado para o campo do Fairfield Air Intermediate Depot. Ironicamente, um dos últimos voos recebidos em McCook ocorreu após a ordem, em 20 de julho, quando o transporte Atlantic-Fokker C-2 anteriormente baseado em McCook voou de Milwaukee com Lts. Lester J. Maitland e Albert F. Hegenberger, dois de seus ex-alunos mais ilustres. A dupla realizou com sucesso o primeiro voo transpacífico, voando com o Bird of Paradise para o Havaí de 28 a 29 de junho, e estavam em uma excursão triunfante cujas paradas incluíam suas cidades natais e McCook, onde o projeto de voo começou em 1919.